# Eois fragilis
Eois fragilis là một loài bướm đêm trong họ Geometridae.